# Хирсон, Барух
Барух Хирсон (англ. Baruch Hirson; 10 декабря 1921 — 3 октября 1999) — южноафриканский политический активист, физик и историк, заключённый в тюрьму на девять лет режимом апартеида, а затем отправился в изгнание в Англию в 1973 году.

## Биография
Барух Хирсон родился в Дорнфонтейне (недалеко от Йоханнесбурга) в семье еврейских иммигрантов Йозефа и Лили Хирсон, бежавших от антисемитизма в Российской империи. С четырех лет Хирсон посещал еврейскую школу в Йоханнесбурге. Его математические способности позволили ему с 1939 года учиться в качестве студента-заочника в Витватерсрандском университете.
В 1940 году он присоединился к радикальному левосионистскому молодежному движению «Хашомер Хацаир». Столкнувшись с организованным антисемитизмом со стороны «серорубашечников» и отмечавших столетие «Великого трека», он перешёл к марксизму, а прочитав книгу Феннера Брокуэя о гражданской войне в Испании «Рабочий фронт» (1938), стал противником сталинизма и троцкистом. Он присоединился к Организации Четвертого интернационала в Южной Африке (FIOSA).
С 1944 по 1946 год Хирсон был постоянным органайзером Международной рабочей лиги — недолговечной троцкистской группы, пытающейся развивать профсоюзы чернокожих, несмотря на Закон о подавлении коммунизма. Он познакомился с другими южноафриканскими троцкистами, такими как М. Н. Авербах, Осия Яффе, Юдель Бурлак и Рафф Ли. Когда лига прекратила сотрудничество с профсоюзами, Хирсон какое-то время участвовал в Движении за неевропейское единство (NEUM).
В 1950 году он присоединился к Конгрессу демократов — белому крылу возглавляемого Африканским национальным конгрессом Альянса Конгресса, — организовав новую Социалистическую лигу Африки. После расстрела в Шарпевиле Хирсон, обескураженный неудачей политической борьбы с апартеидом, в 1960 году написал критический анализ движения под названием «10 лет пребывания дома».
В начале 1960-х Хирсон вместе с другими троцкистами и более молодыми членами АНК организовал Национальный комитет за освобождение, позже известный как Движение африканского сопротивления (ARM). Группа провела диверсионные акции, и в 1964 году Хирсон был арестован, осужден за саботаж и заключён в тюрьму на девять лет. Во время пребывания в центральной тюрьме Претории он встретил коммуниста Дениса Голдберга и помог тому связаться с членами АНК на свободе с помощью закодированных писем. Эти сообщения помогли совершить побег из тюрьмы Тима Дженкина, Стивена Ли и Алекса Мумбариса в 1979 году (позже ставший основой для фильма «Побег из Претории»).
После освобождения в 1973 году Хирсон всё равно подлежал домашнего аресту, равно как запрету на работы и общественную деятельность, и поэтому с семьёй перебрался в Англию. Там он нашел должности в Мидлсекском и Брэдфордском университетах: сначала он читал лекции по физике, но в 1986 году поступил на соискание степени доктора исторических наук. Начиная с «Года огня, года пепла» о восстании в Соуэто, Хирсон написал серию работ по истории южноафриканских левых и борьбе против апартеида в ЮАР. Он сотрудничал с Хиллелем Тиктином из Critique и с Полом Тревелойосновал критический журнал Searchlight South Africa.
В 1991 году, с демонтажем режима апартеида, Хирсон смог вновь посетить ЮАР, где он дал выступления в восьми университетах и требовал прекратить то, что называл «использованием сталинстских методов в АНК».
Он умер в Лондоне в 1999 году в возрасте 77 лет от совокупных последствий длительного дегенеративного паралича костной структуры — одной из проблем со здоровьем, усугубленных его тюремным заключением.

## Признание
В марте 2011 года Сьерра-Леоне выпустила почтовую марку в его честь, назвав его одним из легендарных героев Африки.

## Сочинения
- '10 Years of the Stay at Home', International Socialism, 1961
- Year of fire, year of ash: the Soweto revolt, roots of a revolution, 1979
- Yours for the union!: class and community struggles in South Africa, 1930-1947, 1989
- Colonialism and Imperialism p. 7–18 in Searchlight South Africa, Vol 2, No 3, July 1991
- Strike across the Empire: the seamen's strike of 1925 : in Britain, South Africa and Australasia, 1992
- Revolutions in my life, 1995
- The delegate for Africa: David Ivon Jones, 1883-1924, 1995
- The Cape Town intellectuals: Ruth Schechter and her circle, 1907-1934, 2000
- Frank Glass: the restless revolutionary, 2003
- A history of the Left in South Africa: writings of Baruch Hirson, 2005